# Semovente da 47/32
Semovente da 47/32 — итальянская самоходная артиллерийская установка (САУ) времён Второй мировой войны, класса противотанковых САУ, лёгкая по массе.

## История
САУ Semovente da 47/32 создана в 1941 году на базе лёгкого танка L6/40 и первоначально предназначалась для его огневой поддержки, первый предсерийный прототип был построен в мае 1941 года, в период до мая 1943 года выпущено 282 САУ, однако выпуск продолжался и в последующее время. Самоходка имела бронированную рубку без крыши, на лобовом броневом листе устанавливалось 47-мм орудие аналогичное тому, что устанавливалось на танках М13/40 и M14/41. Позади рубки находился моторный отсек со всё тем же что и у танка L6/40 4-цилиндровым карбюраторным двигателем мощностью 70 л. с.
В итальянской армии САУ поступала в отдельные противотанковые дивизионы.

## Боевое применение
Первые самоходки этого типа поступили в войска находящиеся в Северной Африке в августе 1942 года. 19 единиц были отправлены в это же время на Восточный фронт в 13-ю группу штурмовых орудий «Саvalleggeri Di Alessandria» двухэскадронного состава. И в Африке и в СССР все эти машины были потеряны или брошены. Лишь самоходки оказавшиеся в танковой дивизии «Чентауро» относительно успешно использовались в Ливии в качестве истребителей танков. Остальные машины остались в Италии и летом 1943 года применялись для отражения высадки союзников на Сицилии, в результате чего многие из них были потеряны. После капитуляции Италии перед антигитлеровской коалицией в сентябре 1943 года в распоряжение немцев попало все итальянское вооружение и имущество, в том числе 78 Semovente L40 da 47/32 различных модификаций.
После выхода Италии из войны, по немецкому заказу было выпущено еще 120 машин:
|                   | 1943 | 1944 | Всего |
| ----------------- | ---- | ---- | ----- |
| StuG L6 47/32     | 52   | 22   | 74    |
| Komp Bef Wg L6/40 | 7    | 3    | 10    |
| Zug Bef Wg L6/40  | 9    | 27   | 36    |
| Всего             | 68   | 52   | 120   |

САУ поступала на вооружение немецких войск в Италии, однако из-за особенностей рельефа местности самоходную артиллерийскую установку часто использовали в качестве командно-штабной машины. Уцелевшие самоходки были конфискованы немецкой армией и использовались как в ней, так и в нескольких подразделениях Итальянской социальной республики. Также часть машин была передана немцами хорватским усташам и в словенскому домобранству.
Semovente 47/32 были, безусловно, нужным видом бронетехники, они были способны дополнять огневую мощь, однако к моменту поступления в войска устарели, и прежде всего по эффективности вооружения. К середине 1942 года на вооружение британцев в Африке всё больше становилось серьёзно бронированных танков вроде М3 «Ли» и М4 «Шерман», чью броню толщиной от 50 до 100 мм 47-мм орудие было почти не в состоянии пробить. Вместе с тем, сама Semovente 47/32 была очень уязвима, имея всего 30-мм броню лба корпуса, 15-мм бок корпуса и отсутствие крыши. У итальянских танкистов самоходка получила горестное название «самоходный гроб».

## Модификации
- Semovente da 47/32 — базовая модификация САУ.
- Semovente da 47/32 (Commando plotone) — машина для командиров взводов, отличалась установкой радиостанции Marelli RF1CA за счёт сокращения боекомплекта[1].
- Semovente da 47/32 (Commando per Reparti Semoventi) — машина для командиров батальонов и дивизионов, с двумя радиостанциями (одной Marelli RF1CA и одной Marelli RF2CA). Вооружение машины составляют 8-мм пулемёт Breda 38 и личное оружие экипажа (пушка заменена на макет пушечного ствола)[1].
- Semovente da 47/32 (trattore cingolato) — транспортёр боеприпасов для САУ Semovente da 90/53. Отличался от базового варианта отсутствием пушки, установкой 8-мм пулемёта Breda 38 на штыревой установке и стеллажа для перевозки 24-26 артиллерийских снарядов[1].

## Состояла на вооружении
- Италия
- Нацистская Германия — после выхода Италии из войны в сентябре 1943 года, в распоряжение немецких войск (разоруживших капитулировавшие итальянские части) поступило 78 САУ этого типа, 16 из них в дальнейшем использовались в немецкой армии под наименованием Sturmgeschütz L6 mit 47/32 770(i), а остальные передали хорватской армии[2]
- Независимое государство Хорватия[3] — 62 САУ этого типа были переданы немцами хорватской армии[2]
- Болгария — в начале 1945 года командование 3-го Украинского фронта передало на вооружение болгарской армии две трофейных САУ da 47/32 итальянского производства[4]